# Васо Микан
Васо Микан (Усорци, 9. мај 1943 — Београд, 23. јануар 2025) био је пуковник Војске Републике Српске. Током Одбрамбено-отаџбинског рата био је помоћник команданта 2. Крајишког корпуса за позадину.

## Биографија
Рођен 1943. године у селу Усорци код Санског Моста. Основну школу и гимназију завршио је у Санском Мосту, а Машински факултет у Београду. По завршетку школовања почиње да ради у Југословенској народној армији, у Савезном секретаријату за народну одбрану као начелник Сектора за метрологију. Учесник је Одбрамбено-отаџбинског рата и борац је прве категорије. Обављао је дужност Помоћника команданта за позадину у 2. крајишком корпусу. Више пута је одликован. На крају рата заробљен је од стране Хрватске војске и у заробљеништву је птове шест мјесеци. Преминуо је 2025. на Војно медицинској академији у Београду. Сахрањен је 25. јануара 2025. године у Оштрој Луци.